# Sede titolare di Oregon City
La diocesi di Oregon City (in latino Dioecesis Oregonopolitana) è una sede titolare della Chiesa cattolica.

## Storia
Il vicariato apostolico del territorio dell'Oregon fu eretto il 1º dicembre 1843 con il breve Pastorale officium di papa Gregorio XVI, ricavandone il territorio dalla diocesi di Saint Louis e dall'arcidiocesi di Québec.
Il 24 luglio 1846 cedette porzioni del suo territorio a vantaggio dell'erezione delle diocesi di Walla Walla e dell'Isola di Vancouver (oggi diocesi di Victoria) e contestualmente fu elevato al rango di arcidiocesi metropolitana diocesi con il nome di arcidiocesi di Oregon City. All'epoca l'unica altra arcidiocesi cattolica negli Stati Uniti d'America era l'arcidiocesi di Baltimora.
Il 3 marzo 1868 e il 19 giugno 1903 cedette altre porzioni di territorio a vantaggio dell'erezione rispettivamente del vicariato apostolico di Idaho e Montana (oggi diocesi di Boise City) e della diocesi di Baker City (oggi diocesi di Baker).
Il 26 settembre 1928, in seguito al trasferimento della sede vescovile da Oregon City a Portland, ha assunto il nome di arcidiocesi di Portland per effetto della bolla Ecclesiarum omnium di papa Pio XI.
Dal 1996 Oregon City è annoverata tra le sedi arcivescovili titolari della Chiesa cattolica; dal 16 giugno 2009 l'arcivescovo titolare è Joseph Augustine Di Noia, O.P., segretario aggiunto emerito del Dicastero per la dottrina della fede.

## Cronotassi

### Vescovi titolari
- Joseph Augustine Di Noia, O.P., dal 16 giugno 2009